# Użlacina (przystanek kolejowy)
Użlacina (biał. Ужляціна, ros. Ужлятино) – przystanek kolejowy w pobliżu miejscowości Użlacina, w rejonie szumilińskim, w obwodzie witebskim, na Białorusi. Położony jest na linii Witebsk - Połock.